# Sullens
Sullens es una comuna suiza del cantón de Vaud, situada en el distrito de Gros-de-Vaud. Limita al nortes con las comunas de Bournens y Boussens, al este con Cheseaux-sur-Lausanne, al sureste con Crissier, al sur con Mex, al suroeste con Vufflens-la-Ville, y al oeste con Penthaz. 
La comuna formó parte hasta el 31 de diciembre de 2007 del distrito de Cossonay, círculo de Sullens.